# Queercore
Queercore (oder Homocore) beschreibt einen Teil der Punk-Rock- und Hardcore-Szene, dessen Protagonisten sich offensiv und selbstbewusst zu Homosexualität, Bisexualität und Queerness bekennen und diese auch in ihren Texten behandeln. Mitunter wird der Queercore als Teil der politischen Punk-Szene gesehen, da der politische und sozialkritische Aspekt des Queercore als Teil der Lesben- und Schwulenbewegung gesehen werden muss, zu großen Teilen handeln die Texte aber auch einfach von alltäglichen Themen oder Liebe und Romantik, nicht anders als bei heterosexuellen Mitgliedern von Punkbands, die sich mit diesen Themen beschäftigen. Anders als der Name vermuten lässt, umfasst Queercore nicht etwa „schwulen Hardcore-Punk“, sondern generell schwule, lesbische, trans- und bisexuelle Künstler und Musiker aus dem gesamten Umfeld der Punk-Subkultur, von experimentellem Art-Punk und No Wave bis hin zu Hardcore-Punk. Insbesondere nach der zweiten Welle öffnete sich die Queercore-Bewegung musikalisch auch dem Electropunk. Neben Bands und Independent-Labels sind Fanzines ein wichtiges Medium der Szene; diese können sich inhaltlich von der Beschäftigung mit Punkmusik im Allgemeinen und politischer Thematik bis hin zu pornographischen Inhalten erstrecken.

## Der Begriff Queercore
Der Begriff „Queercore“ geht auf das kanadische Fagzine J.D.s zurück, welches von 1985 bis 1991 existierte und von den schwulen Punks, Künstlern, Musikern und Filmemachern G. B. Jones und Bruce LaBruce herausgegeben wurde. Der Begriff „Queer“ wurde gewählt, um dem negativ belegten Begriff „Homo“ eine positive und selbstbewusste Bezeichnung entgegenzustellen. Statt von der Gesellschaft ausgegrenzt zu werden, wurde die Abgrenzung gegenüber den gesellschaftlichen Normen nun von den Akteuren selbst übernommen; der Stolz, anders zu sein und sich nicht dem aktuell dominierenden Normen- und Wertesystem zu unterwerfen, spiegelte die ideellen Grundideen des Punk wider und sollte Queercore als direkte Subkultur definieren.

## Vorläufer
Bereits in den 70er Jahren gab es in der Punk-Szene wichtige queere Hauptakteure wie die transgeschlechtliche
Sängerin Jayne County mit der Band Jayne/Wayne County & The Electric Chairs, Douglas Pearce von Crisis oder Andy Martin von The Apostels. Bedeutend war der britische Punk-Sänger Tom Robinson von der Tom Robinson Band, der 1978 den Titel Glad to Be Gay veröffentlichte.
In der frühen Hardcore-Szene thematisierten Musiker wie Randy „Biscuit“ Turner von den Big Boys, Gary Floyd von The Dicks oder Mike Bullshit (von SFA, später Go!) offen ihre Homosexualität und sprachen sich gegen Homophobie und für eine Pro-Gay-Haltung innerhalb der Hardcore-Punk-Szene aus.

## Queercore
Nach dem ersten Erscheinen von J.D.s 1985 erschien im einflussreichen Punk-Fanzine Maximum RocknRoll ein Manifest namens Don’t Be Gay, welches eine breite Diskussion auslöste und die Gründung weiterer Queercore-Fanzines inspirierte. So unter anderem Holy Titclaps (aus San Francisco), Homocore, Outpunk, das von Mike Bullshit veröffentlichte Bullshit Monthly oder dem von Donna Dresch (von der Band Team Dresch) veröffentlichten Blatt Chainsaw. Mit dieser Welle traten nicht nur feministische Lesben im Queercore in Erscheinung, sondern aus Fanzines wie Chainsaw und Outpunk entwickelten sich auch die ersten Queercore-Independent-Label.
Als frühe Queercore-Bands, die in dieser Zeit aktiv waren, waren unter anderem Anti-Scrunti Faction, Fifth Column und Bomb. Neben anderen erschienen diese Anfang der 1990er Jahre auf dem Tape Sampler J.D.s Top Ten Homocore Hit Parade Tape.
Gegen Ende der 1980er und Anfang der 1990er Jahre folgten Gruppen wie God Is My Co-pilot, Pansy Division, PME, Sister George, Team Dresch, Tribe 8, Mukilteo Fairies, Extra Fancy, Excuse 17, Sta-prest, Cypher in the snow und „Behead the prophet, no lord shall live“ nach, wobei insbesondere Team Dresch und Tribe 8 als reine Frauenbands ebenso zur Riot-Grrrl-Bewegung gehörten.
Zu den Fanzine-Gründungen dieser Zeit gehörten Jane and Frankie, das von der bekannten Drag-Queen Vaginal Davis herausgegebene Shrimp, Bimbox, Marilyn Medusa, aus Großbritannien P.M.S., aus Italien Speed Demon, aus Kanada This Is the Salivation Army und aus Brasilien das Queercore E-Zine.
Von den in dieser Zeit gegründeten Queercore-Labels zählt Heartcore zu den bekannteren.
Von 1995 bis 2000 wird mitunter von der „Second Wave“ gesprochen, zu den Bands dieser Zeit zählen unter anderem: The Little Deaths (USA), Addicted2Fiction (USA), Crowns on 45 (USA), Ninja Death Squad (USA), iamloved (USA), Subtonix (USA), Best Revenge (USA), Fagatron (USA), Skinjobs (Kanada) und Pussy Face (Italien).
Aufgrund des weiterhin bestehenden Problems von Homophobie in der Hardcore-Punk Szene entstanden Initiativen wie love hardcore hate homophobia und Gay Edge Liberation.

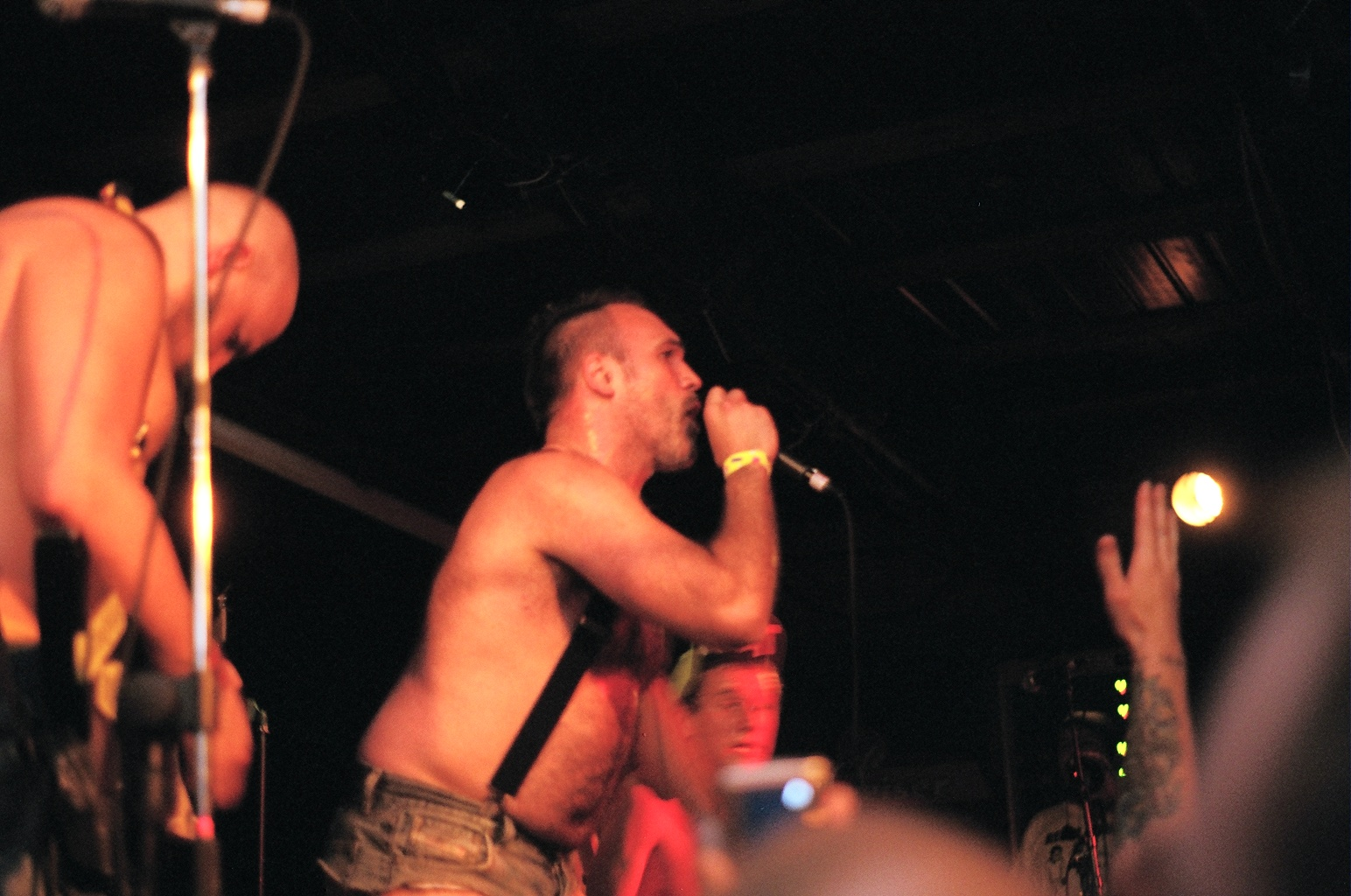
Limp Wrist

## Weitere Bands
- Against Me!
- Black Fag
- Gayrilla Biscuits
- Go!
- Gravy Train!!!!
- The Hidden Cameras
- Homomilitia
- Humousexual
- Kids on TV
- Leftöver Crack
- Lesbians on Ecstasy
- Limp Wrist
- Lorena & The Bobbits
- Low End Models
- Mukilteo Fairies
- The Need
- Pink Flag
- Rhythm King and Her Friends
- Three Dollar Bill
- The Toilet Boys
- Youth of Togay

Siehe auch: Riot Grrrl

## Dokumentation
- Uta Busch, Sandra Ortmann: Step Up and Be Vocal, Interviews zu Queer Punk und Feminismus in San Francisco (2001) Bremen, Germany, 60 min
- Yony Leyser: Queercore: How to Punk a Revolution, 84 min
- Lucy Thane: She’s Real (Worse than Queer) Teil 1 (1997)
- Lucy Thane: She’s Real (Worse than Queer) Teil 2 (1997)